# Лезька ліга
Лезька ліга (алб. Lidhja e Lezhës) — військово-політичне об'єднання албанських князів у 1444–1451 роках. Заснована в місті Лежа з ініціативи Скандербега для боротьби з османськими завойовниками.
Лезька ліга мала свій грошовий фонд, утворений із відрахувань феодалів — членів ліги, і з частини доходів від видобутку солі в Дурресі. Армія формувалася з феодальних загонів, головнокомандувачем яких став Скандербег, правитель князівства Кастріоті. У 1451 Лезька ліга розпалася. Одна з причин — невдоволення князів посиленням влади Скандербега та боязнь втратити феодальну самостійність. Реалізація нової спроби об'єднання князів, розпочатої Скандербегом в січні 1468 року, не вдалась через його смерть.

## Передісторія
Після смерті могутнього короля Сербії Стефана Душана в 1355 році найбільші албанські феодали стали створювати свої власні князівства. Коли османські війська вступили в Албанію, вони зіткнулися з невеликими і роздробленими князівствами, які ворогували між собою. Першим, хто зважився на опір туркам-османам, був Балша II, правитель Зети (1379–1385). У вересні 1385 року в битві при Саврі турки-османи розбили військо Балша, який загинув під час битви.
У XV столітті Османська імперія утвердилася на Балканах без значного опору з боку місцевих християнських правителів. Багато хто з них, як і раніше, вели міжусобні війни й не бачили загрози зі сторони наступаючих турків-османів. Під час громадянської війни між синами Баязида I (1402–1413) жоден з християнських правителів на Балканах не скористався ситуацією, щоб вигнати турків. Навпаки серби та угорці навіть допомагали майбутньому султанові Мехмеду I в боротьбі за владу. Перемігши, Мехмед I відновив наступ на балканські держави, в тому числі і на албанських князів. Турки-османи захопили в роду Топіа Крую (1415), у роду Музакі — Берат (1417), у вдови Балші — Вльору і Каніну (1417), а в роду Зенебіші — Гірокастру (1418). Під натиском Османської імперії та Венеційської республіки албанські князівства почали розхитуватись.
Місцеве населення під керівництвом своїх князів неодноразово піднімало повстання проти османської окупації. Найбільш відомими з них були повстання Гьона Кастріоті (1429–1430) і Георгія Аріаніті (1432–1435). У листопаді 1443 року глава князівства Кастріоті Скандербег захопив фортецю Крую і оголосив про свою незалежність від султана. Скандербег очолив збройну боротьбу албанського народу проти турецького панування.

## Створення ліги
Дії Скандербега дали поштовх для початку визвольного повстання в Центральній і Північній Албанії. Скандербег доклав усіх зусиль, щоб об'єднати людські та матеріальні ресурси окремих албанських родів для боротьби проти турків-османів. З цією метою 2 березня 1444 в місті Лежечі (належав Венеційській республіці) він організував з'їзд албанських князів, де зібралися представники родів Аріаніті, Дукадам, Топіа, Мукакі, а також лідери вільних албанських племен з високогір'я. Незважаючи на чвари князів, був створений військово-політичний союз, який увійшов в історію під ім'ям «Лезька ліга».
Засновниками Лезької ліги стали:
- Лека Захарія, правитель Саті і Даньо, а також його васали Пал Дукаджіні і Микола Дукаджіні
- Петро Спані, правитель Дріваста
- Лека Душмані, правитель Пулта
- Георгій Стреші Балшич, Іван і Гойко Балшичі, правителі Місії
- Андрій Топія, правитель Скурії і його племінник Тануш
- Георгій Аріаніті
- Теодор Корона Музакі
- Стефан Черноєвіч, правитель Верхньої Зети, з трьома синами: Іваном, Андрієм і Божидаром

Георгій Кастріоті (Скандербег) був обраний лідером і головнокомандувачем збройних сил Лезької ліги, що складалась із 8000 воїнів. Лезька ліга являла собою федерацію незалежних правителів Албанії, які поклали на себе обов'язок вести загальну зовнішню політику й спільно відстоювати свою незалежність. Все це вимагало колективного бюджету для покриття військових витрат і кожен рід зробив свій внесок у загальний фонд Ліги.
У той же час кожен албанський рід продовжував володіти своїми землями, зберігав автономію у вирішенні внутрішніх проблем своїх власних уділів. Формування і функціонування Ліги, де Георгій Кастріоті став верховним правителем і головнокомандувачем, стало спробою створення єдиної Албанської держави. Не випадково для всіх албанців, хто вважає Скандербега національним героєм Албанії, період Лезької ліги сприймається як вищий пік в історії Албанії, особливо, якщо порівнювати з подальшими невдалими спробами, до того часу, поки, на початку 20 століття не було створено незалежну Албанську державу. У 1450 році албанські феодали Петро Спані, Георгій Душмані, Аріаніті і Дукадьіни вийшли зі складу Лезької ліги. Рід Дукадьінів уклав мир з турками-османами і почав боротьбу проти Скандербега.

## Успіхи
Протягом 25 років, з 1443 по 1468, Скандербег на чолі 10-тисячного албанського війська здобув ряд значних перемог над туркам-османами. Правителі Угорщини, Неаполя та Венеції, що ворогували з Османською імперією, надавали фінансову допомогу Скандербегу. 14 травня 1450 року велика османська армія взяла в облогу й безуспішно штурмувала фортецю Крую, столицю князівства Кастріоті. Турки не змогли взяти місто й змушені були відступити. У червні 1466 року османський султан Мехмед II Фатіх на чолі 150-тисячної армії обложив Крую, але взяти штурмом фортецю йому не вдалось.

## Розпад ліги
Хоча офіційна дата ліквідації невідома, Лезька ліга стала повільно розпадатися після свого утворення. Багато албанських феодалів, незадоволені самовладдям Скандербега, стали виходити з її складу. До 1450 року тільки сили князівств Кастріоті і Аріаніті продовжували боротися проти турецького наступу. Після смерті Скандербега в 1468 році османський султан Мехмед Фатіх підкорив всю Албанію, але смерть Скандербега не стала кінцем боротьби за незалежність. Албанці продовжували боротися з турками-османами до облоги Шкодера в 1478–1479 роках. В 1479 році Венеційська республіка уклала мирний договір з Портою і здала туркам Шкодер.